# Święta katolickie w Polsce

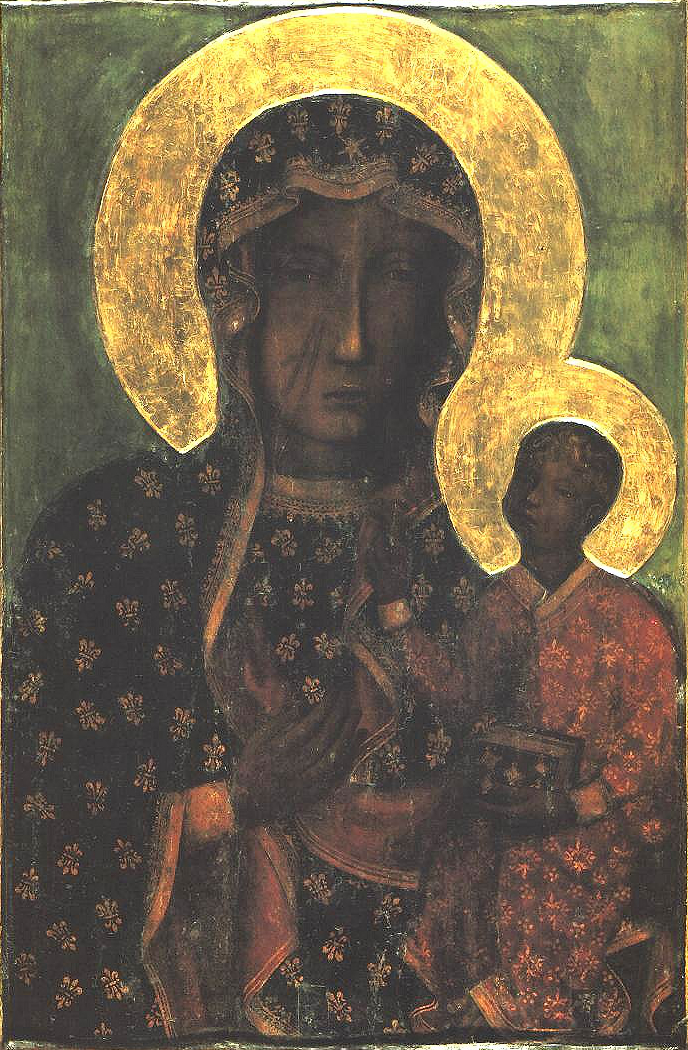
NMP Królowa Polski z Jasnej Góry w Częstochowie.

Święta katolickie w Polsce – święta w roku kalendarzowym (o charakterze święta lub uroczystości liturgicznej) oraz okolicznościowe dni i tygodnie ustanowione przez papieża lub Konferencję Episkopatu, rzadziej inną organizację katolicką lub wynikające z tradycji, obchodzone w polskim Kościele katolickim.
Ze wszystkich tych dni 8 jest dodatkowymi, do wszystkich niedziel, dniami wolnymi od pracy.

## Informacja
Prezentowana lista nie jest kalendarzem liturgicznym, niemniej odzwierciedla w części kalendarz Kościoła łacińskiego w Polsce.
- Kolor czerwony pogrubiony – uroczystość liturgiczna
- Kolor zielony pogrubiony – święto liturgiczne
- Kolor czarny pogrubiony – dni wolne od pracy w Polsce oraz - na potrzeby kalendarium - niektóre obowiązkowe wspomnienia liturgiczne

## Wykaz świąt

### Styczeń
- 1 stycznia
  - Bożej Rodzicielki Maryi (dawniej: Obrzezania Pańskiego)
- 6 stycznia
  - Objawienie Pańskie, pot. Trzech Króli (do 1960 dzień wolny od pracy, ponownie od 2011)[2]
- 25 stycznia
  - Nawrócenie św. Pawła, Apostoła (ostatni dzień Modlitw o Jedność Chrześcijan)
- święta ruchome
  - Chrzest Pański – niedziela po uroczystości Objawienia Pańskiego, tj. po 6 stycznia
- obchody nieliturgiczne
  - 1 stycznia - Światowy Dzień Pokoju (od 1967)
  - Światowy Dzień Migranta i Uchodźcy[3] – 2. niedziela po uroczystości Objawienia Pańskiego
  - Niedziela Słowa Bożego - 3. niedziela zwykła roku liturgicznego
  - Światowy Dzień Trędowatych – ostatnia niedziela stycznia
  - Światowy Dzień Misyjny Dzieci (ustanowiony w 1949 przez Piusa XII)[4]
  - Dzień Modlitw w intencji Polskich Misjonarzy[5]
- 17 stycznia
  - Dzień Judaizmu
- 18 stycznia
  - rozpoczyna się Tydzień Modlitw o Jedność Chrześcijan (do 25 stycznia)
- 24 stycznia
  - Światowy Dzień Środków Społecznego Przekazu[6]
- 26 stycznia
  - Dzień Islamu

### Luty
- 2 lutego
  - Ofiarowanie Pańskie, pot. Matki Bożej Gromnicznej
- 14 lutego
  - Św. Cyryla i św. Metodego  (święto patronów Europy)
- 22 lutego
  - Katedry św. Piotra, Apostoła
  - Popielec, Środa Popielcowa – środa w lutym lub na początku marca, rozpoczynająca okres Wielkiego Postu
- obchody nieliturgiczne
- 2 lutego
  - Światowy Dzień Życia Konsekrowanego (od 1997)
  - Tydzień Modlitw o Trzeźwość Narodu – z reguły w lutym, na koniec karnawału, rozpoczynający się w ostatnią niedzielę przed Popielcem
- 11 lutego
  - Światowy Dzień Chorego

### Marzec
- 4 marca

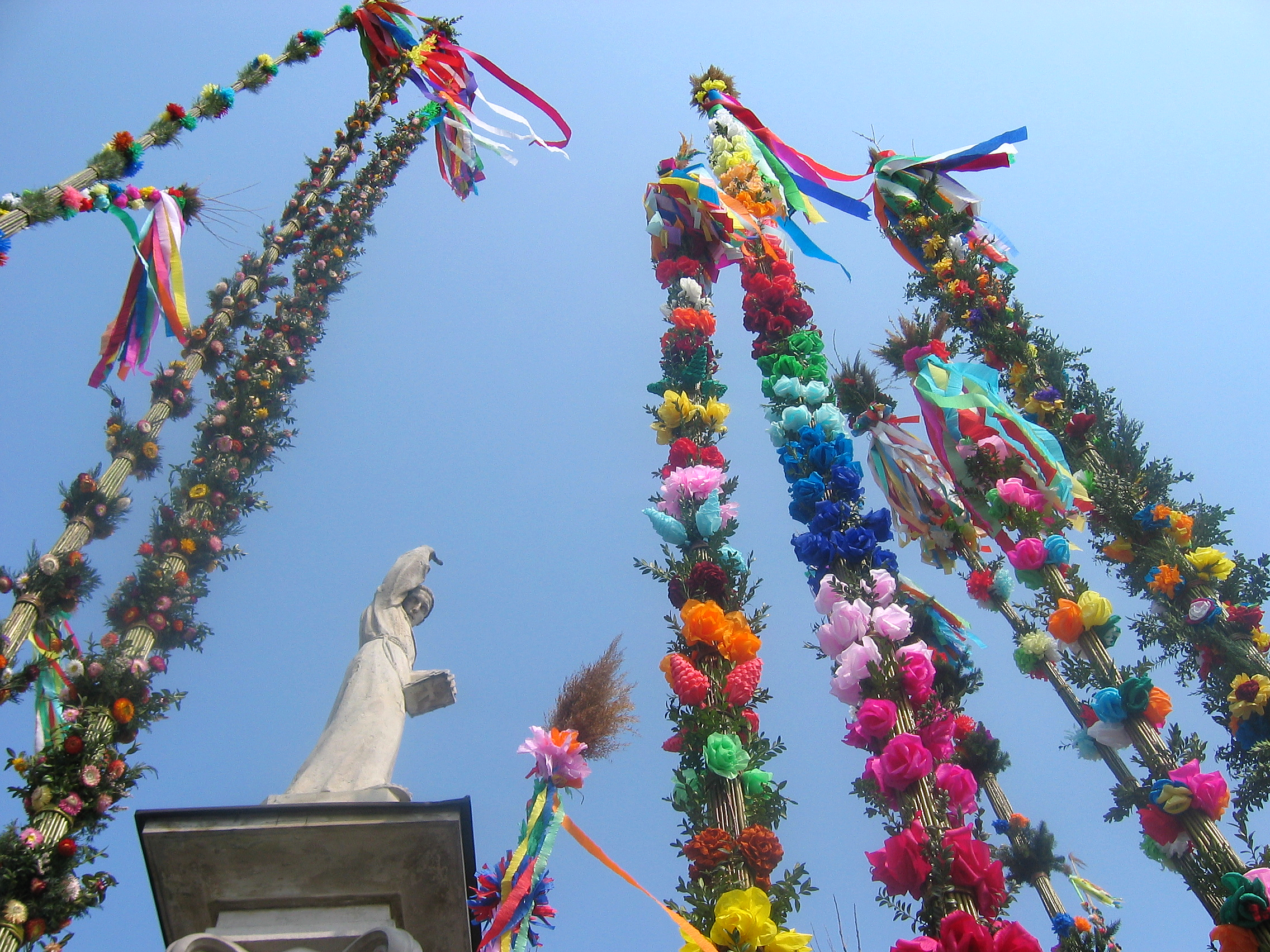
Niedziela Palmowa w Lipnicy Murowanej (2004).

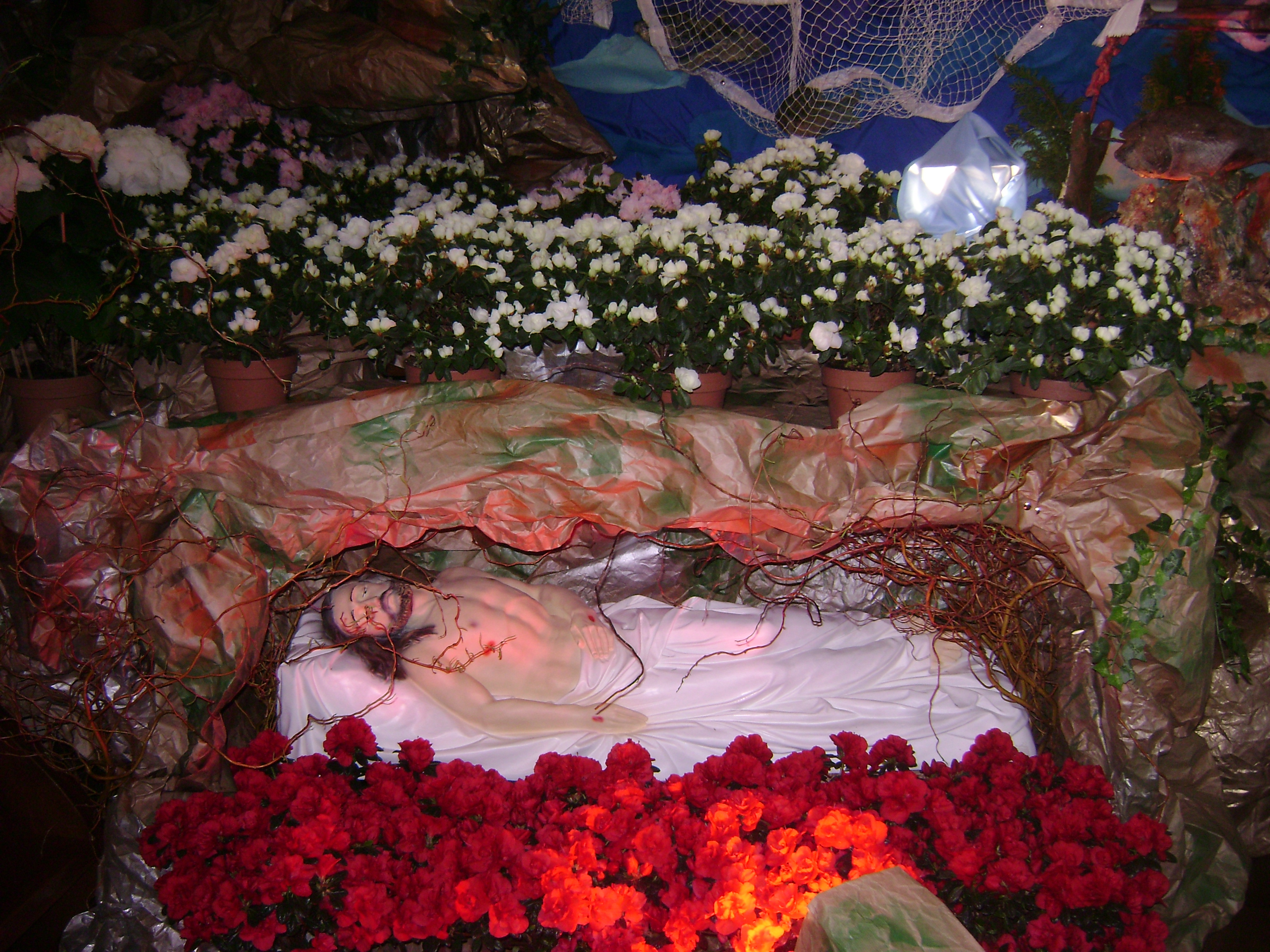
Zmartwychwstanie Pańskie w kościele parafialnym pw. WNMP w Konstancinie-Jeziornie (2010).

  - Św. Kazimierza Królewicza (święto patrona Polski; uroczystość w archidiecezji białostockiej i diecezjach: drohiczyńskiej, łomżyńskiej i radomskiej)
- 19 marca
  - Świętego Józefa, Oblubieńca NMP (święto "zniesione")
- 25 marca
  - Zwiastowanie Pańskie
- święta ruchome
  - Zmartwychwstanie Pańskie, pot. Wielkanoc (Niedziela wielkanocna, I Niedziela wielkanocna, Poniedziałek Wielkanocny) w marcu lub kwietniu (2 dni wolne od pracy)
- obchody nieliturgiczne
  - Światowy Dzień Młodzieży w Niedzielę Palmową (7 dni przed Wielkanocą)
  - Dzień Trzeźwości, Ogólnopolski Dzień Trzeźwości – 1. poniedziałek poprzedzający Wielkanoc
- 25 marca
  - Dzień Świętości Życia
- 26 marca
  - Dzień Modlitw za Więźniów (ustanowiony na Konferencji Episkopatu Polski w 2009[7], w dniu wspomnienia Dobrego Łotra patrona więźniów)

### Kwiecień
- święta ruchome
  - Niedziela Miłosierdzia Bożego lub Święto Miłosierdzia Bożego – II Niedziela wielkanocna (również "Biała Niedziela" i święto patronalne Caritas)[8][9]
- 23 kwietnia
  - Św. Wojciecha (święto głównego patrona Polski)
- 25 kwietnia
  - Św. Marka Ewangelisty
- 29 kwietnia
  - Św. Katarzyny ze Sieny (święto patronki Europy)
- obchody nieliturgiczne
  - Dzień Modlitw za Kierowców, Niedziela Modlitw za Kierowców – III Niedziela wielkanocna[10]
  - Niedziela Biblijna rozpoczynająca Tydzień Biblijny (od 2009 z inicjatywy Dzieła Biblijnego im. Jana Pawła II) – III Niedziela wielkanocna[11]
  - Światowy Dzień Modlitw o Powołania rozpoczynający w polskim Kościele Tydzień Modlitw o Powołania[5] – IV Niedziela wielkanocna, Niedziela Dobrego Pasterza
  - Dzień Męczeństwa Duchowieństwa Polskiego (ustanowiony przez KEP w 2002)[12]

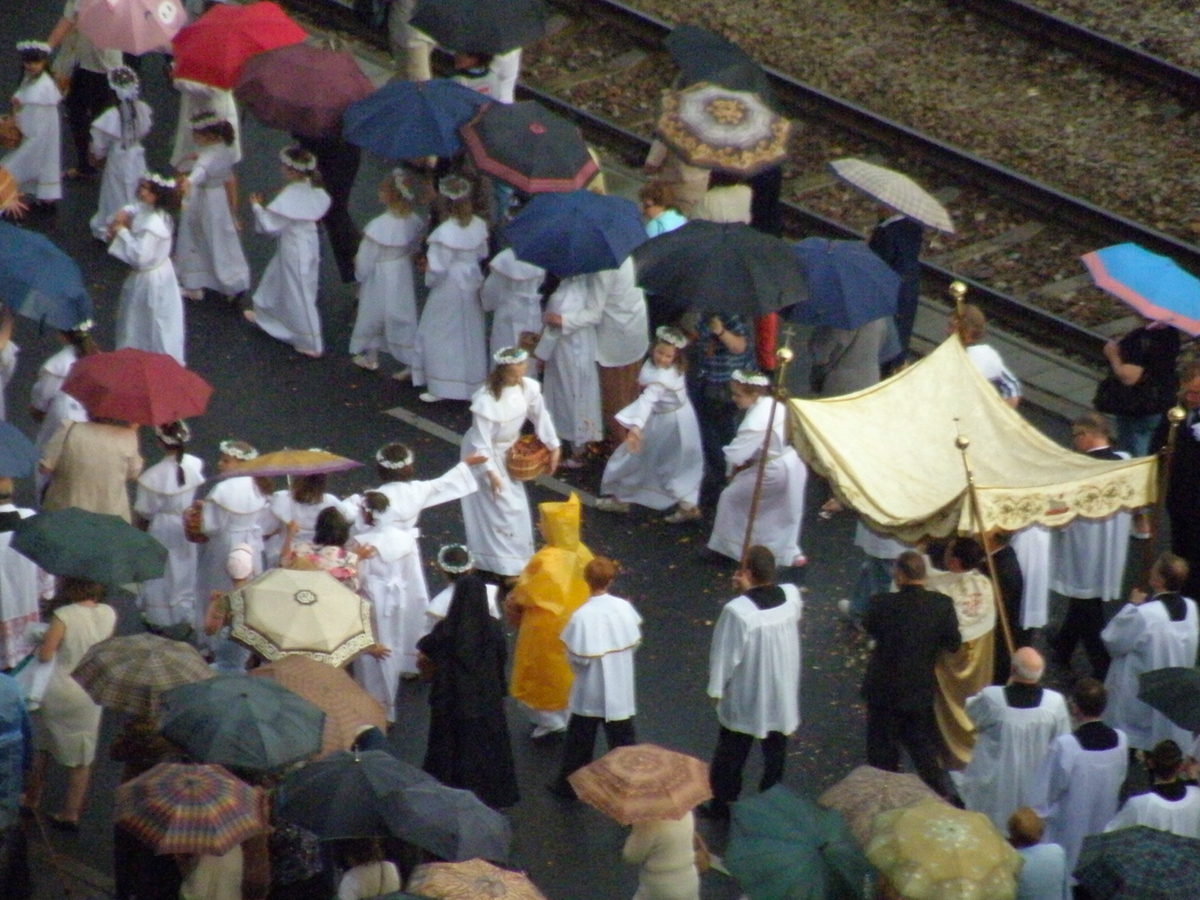
Boże Ciało 2009: Parafia Nawrócenia św. Pawła Apostoła w Warszawie.

### Maj
- miesiąc Najświętszej Maryi Panny[13]
- 3 maja
  - Najświętszej Maryi Panny Królowej Polski (święto głównej patronki Polski)
- 6 maja
  - Święto Apostołów: Filipa i Jakuba Młodszego
- 8 maja
  - Św. Stanisława ze Szczepanowa (święto głównego patrona Polski)
- 14 maja
  - Św. Macieja, Apostoła
- 16 maja
  - Św. Andrzeja Boboli (święto patrona Polski; uroczystość w metropolii warszawskiej)
- 31 maja
  - Nawiedzenie Najświętszej Maryi Panny

- święta ruchome
  - Wniebowstąpienie Pańskie – VII Niedziela wielkanocna (na świecie w 40. dzień po Zmartwychwstaniu Pańskim)
  - Zesłanie Ducha Świętego, pot. Zielone Święta lub Zielone Świątki – 50. dzień po Zmartwychwstaniu Chrystusa (VIII Niedziela wielkanocna), święto Kościoła obchodzone przez 2 dni (1. dzień wolny od pracy)
  - Najświętszej Maryi Panny, Matki Kościoła – poniedziałek po Zesłaniu Ducha Świętego (święto wprowadzone przez KEP za zgodą papieża Pawła VI w dniu 4 maja 1971[14]; uroczystość w archidiecezji szczecińsko-kamieńskiej oraz w diecezjach drohiczyńskiej i ełckiej)
  - Jezusa Chrystusa, Najwyższego i Wiecznego Kapłana – czwartek po Zesłaniu Ducha Świętego
  - Najświętszej Trójcy – 1.niedziela po Zesłaniu Ducha Świętego
  - Najświętszego Ciała i Krwi Pańskiej, pot. Boże Ciało – zawsze w czwartek, po Trójcy Świętej, na koniec maja lub w czerwcu, w 60 dni po Wielkiej Nocy (dzień wolny od pracy)

- inne obchody
  - Dni modlitw o urodzaje (poprzedzające uroczystość Wniebowstąpienia Pańskiego)[15]

### Czerwiec
- miesiąc Serca Jezusa[16]
- 8 czerwca
- Boże Ciało
  - Św. Jadwigi Królowej  (święto patronki Polski)
- 23 czerwca
- 24 czerwca
  - Narodzenie św. Jana Chrzciciela
- 29 czerwca
  - Świętych Apostołów Piotra i Pawła (święto zniesione)
- święta ruchome
  - Najświętszego Serca Pana Jezusa – piątek po 2. niedzieli po Zesłaniu Ducha Świętego
  - Niepokalanego Serca Najświętszej Maryi Panny – sobota po 2. niedzieli po Zesłaniu Ducha Świętego, po uroczystości Najświętszego Serca Pana Jezusa (święto wprowadzone w całym Kościele przez papieża Piusa XII 4 maja 1944 roku)[17]
- obchody nieliturgiczne
  - Dzień Dziękczynienia – 1. niedziela czerwca
  - Światowy Dzień Modlitw o Uświęcenie Kapłanów – obchodzony w Uroczystość Najświętszego Serca Pana Jezusa (ustanowiony przez papieża Jana Pawła II w 1995)[18]

### Lipiec
- miesiąc Najdroższej Krwi Chrystusa
- 3 lipca
  - Św. Tomasza Apostoła
- 11 lipca
  - Św. Benedykta z Nursji (święto patrona Europy)
- 22 lipca
  - Św. Marii Magdaleny
- 23 lipca
  - Św. Brygidy (święto patronki Europy)
- 25 lipca
  - Św. Jakuba Starszego, Apostoła
- obchody nieliturgiczne
- 18 lipca
  - rozpoczyna się Ogólnopolski Tydzień św. Krzysztofa (od 2000)[19]
- 25 lipca
  - Dzień Bezpiecznego Kierowcy (w dniu wspomnienia św. Krzysztofa, patrona kierowców; od 2006 roku)[20]

### Sierpień
- sierpień – miesiąc trzeźwości/abstynencji[21]
- 6 sierpnia
  - Przemienienie Pańskie
- 9 sierpnia
  - Św. Teresy Benedykty od Krzyża (święto patronki Europy)
- 10 sierpnia
  - Św. Wawrzyńca (również święto diakonatu; uroczystość w diecezji pelplińskiej)
- 15 sierpnia
  - Wniebowzięcie Najświętszej Maryi Panny, Matki Bożej (Boskiej) Zielnej (dzień wolny od pracy)
- 24 sierpnia
  - Św. Bartłomieja, Apostoła
- 26 sierpnia
  - Najświętszej Maryi Panny Częstochowskiej, Matki Boskiej Częstochowskiej

### Wrzesień
- 8 września
  - Narodzenie Najświętszej Maryi Panny, Matki Boskiej Siewnej[22]
- 12 września
  - Wspomnienie Najświętszego Imienia Maryi - Uroczystość została ustanowiona przez papieża Innocentego XI na pamiątkę pogromu Turków pod Wiedniem, jakiego doświadczyli od sprzymierzonych wojsk chrześcijańskich pod wodzą króla Jana III Sobieskiego[23].
- 14 września
  - Podwyższenie Krzyża Świętego
- 18 września
  - Św. Stanisława Kostki (święto patrona Polski; na świecie 13 listopada)
- 21 września
  - Św. Mateusza, Apostoła i Ewangelisty
  - Międzynarodowy Dzień Modlitwy o Pokój – ekumeniczne
- 29 września
  - Św. Archaniołów: Michała, Rafała i Gabriela

- obchody nieliturgiczne

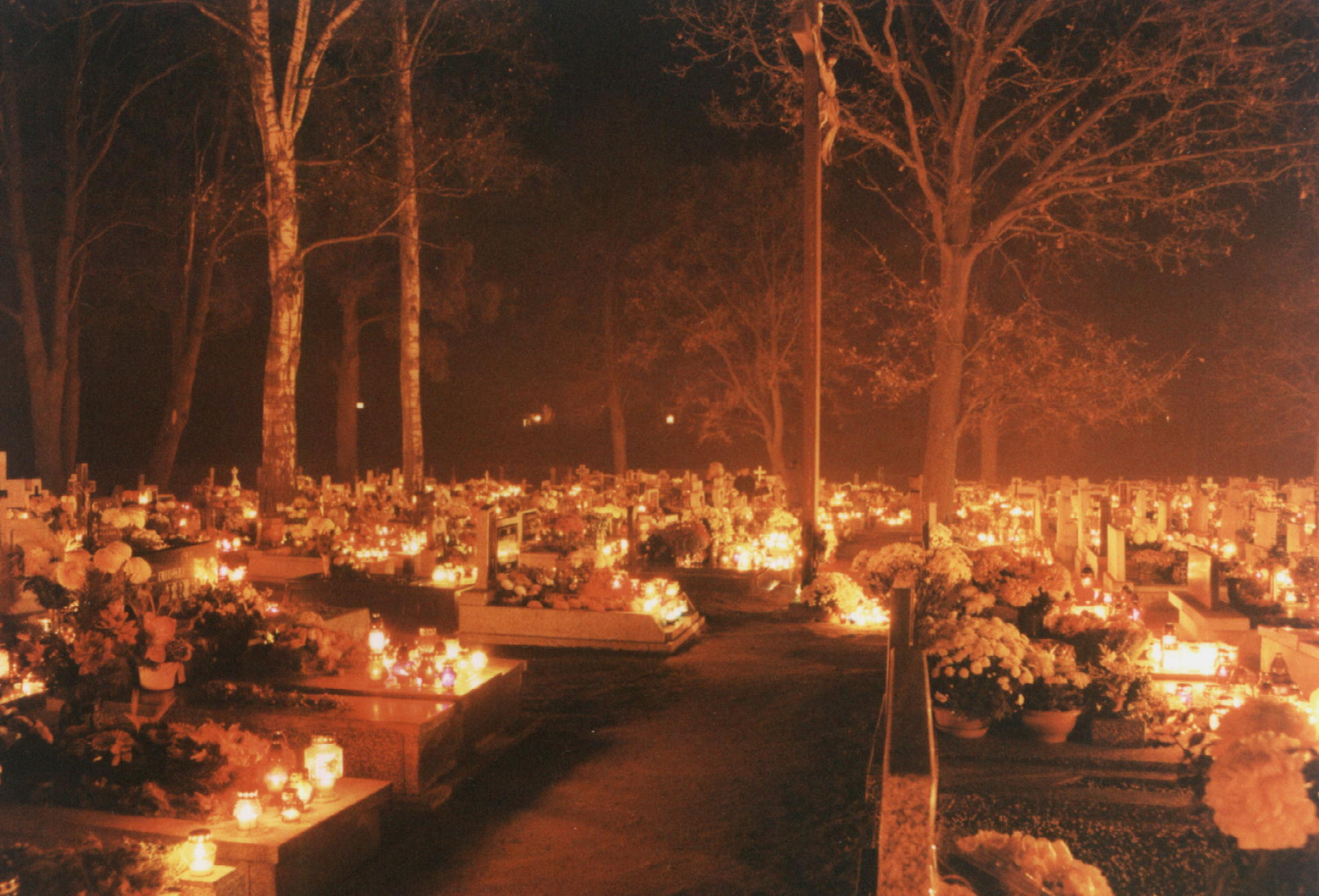
Wszystkich Świętych – palące się znicze na cmentarzu przypominają o zmarłych (1 listopada).

  - Dzień Środków Masowego Przekazu (III niedziela września) – 3. niedziela września (Światowy Dzień Środków Masowego Przekazu obchodzony jest przed uroczystością Zesłania Ducha Świętego w 48 dni po Wielkiej Nocy)
  - Tydzień Wychowania – w tygodniu, w którym obchodzone jest święto Stanisława Kostki (18 września), patrona dzieci i młodzieży (ustanowione przez KEP w 2011)[24]
- 8 września

### Październik
- miesiąc różańca[25]

- - Rocznica poświęcenia własnego Kościoła – ostatnia niedziela w kościołach poświęconych, w których data poświęcenia jest nieznana
- 2 października
  - Świętych Aniołów Stróżów
- 7 października
  - Matki Bożej Różańcowej
- 16 października
  - Św. Jadwigi Śląskiej (święto patronki Polski)
- 18 października
  - Św. Łukasza, Ewangelisty
- 28 października
  - Świętych Apostołów Szymona i Judy Tadeusza
- obchody nieliturgiczne
  - Dzień Papieski – niedziela bezpośrednio poprzedzająca 16 października, dzień promocji nauczania św. Jana Pawła II
  - Światowy Dzień Misyjny (od 1926)[26] rozpoczynający Tydzień Misyjny[27] (w Polsce tzw. Niedziela Misyjna) – przedostatnia niedziela października

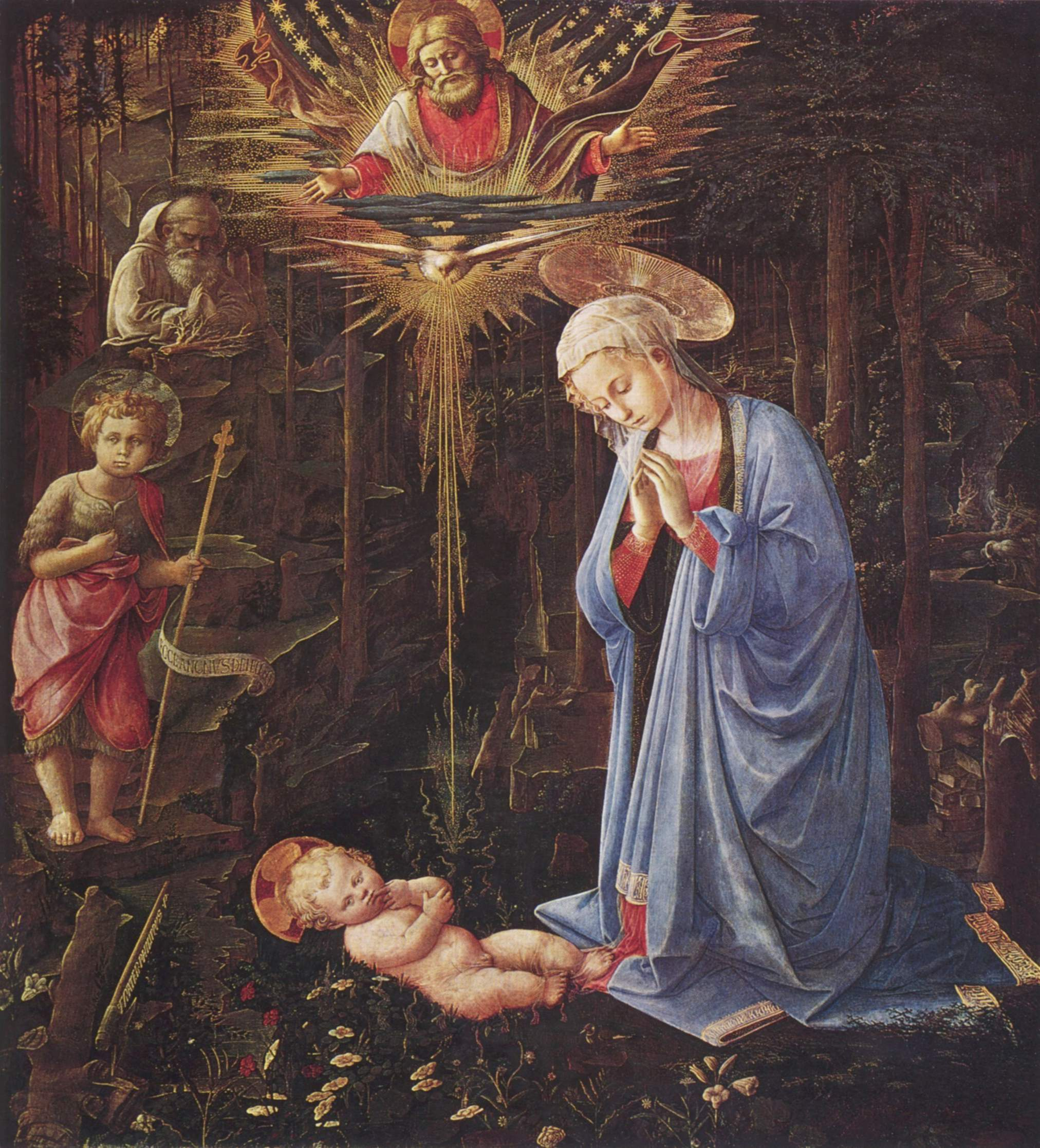
Boże Narodzenie na obrazie Fra Filippa Lippi

### Listopad
- 1 listopada
  - Wszystkich Świętych (dzień wolny od pracy)
- 2 listopada
  - Wspomnienie wszystkich wiernych zmarłych, pot. Zaduszki[28]
- 9 listopada
  - Rocznica poświęcenia bazyliki laterańskiej
- 21 listopada
  - Ofiarowanie Najświętszej Maryi Panny[29] (uznawane przez chrześcijan za święto, również święto sióstr klauzurowych i patronalne święto sióstr prezentek[30])
- 30 listopada
  - Św. Andrzeja Apostoła (uroczystość w archidiecezji warmińskiej)
- święta ruchome
  - Jezusa Chrystusa, Króla Wszechświata – ostatnia niedziela zwykła (również święto patronalne Akcji Katolickiej i Katolickiego Stowarzyszenia Młodzieży)[31]

- obchody nieliturgiczne
  - Dzień Solidarności z Kościołem Prześladowanym – 2. niedziela listopada
  - Dzień Pamięci Ofiar Wielkiego Głodu na Ukrainie – 4. sobota listopada (parafie greckokatolickie)[32]
- 29 listopada
  - rozpoczyna się Tydzień Słowa Bożego[5]

### Grudzień
- 4 grudnia
  - Św. Barbary (w tradycji Barbórka)
- 6 grudnia
  - Św. Mikołaja (w tradycji, pot. Mikołajki)
- 8 grudnia
  - Niepokalane Poczęcie Najświętszej Maryi Panny (święto zniesione)
- 25 grudnia
  - Narodzenie Pańskie, pot. Boże Narodzenie (w Ustawie o dniach wolnych od pracy dni: 25 i 26 grudnia są dniami wolnymi od pracy w ramach świąt Bożego Narodzenia)
- 26 grudnia
  - Św. Szczepana (Stefana), Pierwszego Męczennika
- 27 grudnia
  - Św. Jana Apostoła i Ewangelisty
- 28 grudnia
  - Świętych Młodzianków, Dzień Niewinnych Dzieci Betlejemskich
- święta ruchome
  - Świętej Rodziny: Jezusa, Maryi i Józefa – niedziela w oktawie Narodzenia Pańskiego, a jeżeli w danym roku nie ma takiej niedzieli, dnia 30 grudnia
- obchody nieliturgiczne
- 4 grudnia
  - Dzień modlitw za bezrobotnych[32]
- 13 grudnia
  - Dzień modlitw za ofiary stanu wojennego[32]